# Joseph Kibongé Mafu
Joseph Kibongé Mafu   (Congo Belga, 12 de febrer de 1945) és un exfutbolista de la República Democràtica del Congo de la dècada de 1970.
Fou internacional amb la selecció de futbol de la República Democràtica del Congo amb la qual participà a la Copa del Món de futbol de 1974.
Pel que fa a clubs, destacà a AS Vita Club.